# Rugeley
Rugeley ist eine historische Handelsstadt in der Region Staffordshire, England.
Rugeley liegt am nördlichen Rand von Cannock Chase relativ zentral zwischen den Städten Stafford, Cannock, Lichfield und Uttoxeter. Laut einer Volkszählung zählte die Stadt im Jahr 2001 22.742 Einwohner (inklusive der Wards Brereton und Etchinghill).
Die Stadt liegt an der Bahnstrecke Trent Valley Line der West Coast Main Line, ferner führt der historische Trent and Mersey Canal durch das Stadtgebiet.
Die Stadt war ein Zentrum des Kohlebergbaus bis zum Jahr 1991, als die Lea-Hall-Grube geschlossen wurde. Das heute stillgelegte Kraftwerk Rugeley A erhielt seinen Brennstoff über Förderbandanlagen direkt von der benachbarten Kohlemine. Dies war der erste Anlagenverbund dieser Art in Großbritannien.
Das Kohlekraftwerk Rugeley B nahm 1970 seinen Betrieb auf. Trotz der Nachrüstung einer Rauchgasentschwefelungsanlage im Jahr 2009, wodurch Rugeley B in der Lage war, die Umweltvorschriften einzuhalten, wurde die Anlage 2016 endgültig außer Betrieb genommen und die dominanten vier Kühltürme im Juni 2021 gesprengt.
2011 eröffnete Amazon ein Versandzentrum in der Stadt.

## Orte der Umgebung

### Städte
- Cannock,
- Stafford,
- Lichfield,
- Hednesford

### Dörfer
Abbots Bromley,
Admaston,
Armitage,
Blithbury,
Brereton,
Colton,
Colwich,
Cheslyn Hay,
Etchinghill,
Great Haywood,
Hamstall Ridware,
Handsacre,
Hill Ridware,
Kings Bromley,
Little Haywood,
Longdon,
Mavesyn Ridware,
Slitting Mill,
Upper Longdon

### Andere
Aelfgar Centre,
Blithfield Reservoir,
Brindley Heath,
Shugborough

## Städtepartnerschaft
- Western Springs, Illinois, seit 1957.

## Persönlichkeiten

### Söhne und Töchter der Stadt
- William Palmer (1824–1856), Arzt, Serienmörder
- Thomas George Bonney (1833–1923), Geologe